# 石原由宇
石原 由宇（いしはら ゆう、1985年9月24日 - ）は、日本の男性俳優。東京都出身。演劇集団 円所属。

## 略歴
円演劇研究所（2006年 - ）、演劇集団 円会員昇格（2008年 - ）。

## 人物
声種はテノール。
趣味は野球、サッカー。
資格は普通免許。

## 出演作品

### 舞台
- 死んでみたら死ぬのもなかなか四谷怪談〜恨（2010年）
- 真夏の夜の夢（円演劇研究所 本科卒業公演） - パック 役
- 算段兄弟（円演劇研究所 専攻科 卒業公演）
- 孤独から一番遠い場所（鄭義信 書き下ろし）（2008年）
- 赤ずきんちゃんの森の狼たちのクリスマス（2008年）
- 宙をつかむ（2009年）
- HIGH LIFE - ビリー 役
- 魔女とたまごとお月様（2012年）
- ガリレイの生涯（2012年）
- 夏ノ方舟（2013年）
- シーラカンスプロデュースVol.2 W・シェイクスピア HUMAN（下北沢 本多劇場） - ロミオ 役
- 元禄港歌〜千年の恋の森〜（演出：蜷川幸雄、2016年1月7日 - 31日、渋谷・Bunkamuraシアターコクーン/2月6日 - 14日、シアターBRAVA!）
- グレンギャリー・グレンロス（演出：内藤裕子、2023年11月21日 - 26日、俳優座劇場）[3]
- 破門フェデリコ〜くたばれ!十字軍〜（演出：東憲司、2024年8月6日 - 9月22日、PARCO劇場 他）[4]
- 焼肉ドラゴン（演出：鄭義信、2025年10月7日 - 12月21日〈予定〉、新国立劇場 小劇場 他）[5]

### テレビドラマ
- 花祭（2009年10月3日、中部日本放送） - 香田透 役
- 土曜ワイド劇場 天才刑事・野呂盆六 第5作「いい死、旅立ち 富山・宇奈月温泉復讐殺人!」（2010年6月12日、ABCテレビ） - 青田刑事 役
- BS時代劇 塚原卜伝 (テレビドラマ) 第一回（2011年10月2日、NHK BSプレミアム） - 今川氏親 役
- 金曜プレステージ 鬼平犯科帳スペシャル 見張りの糸（2013年5月31日、フジテレビ） - 源四郎 役
- 土曜ワイド劇場 天才刑事・野呂盆六 第8作「見知らぬ他人〜悪女の完全犯罪！復讐殺人に潜む黒ネコの亡霊!?犯行時刻に仕組まれたアリバイトリックの謎 空白の32分間に隠された裏切りの策略」（2013年8月10日、ABCテレビ） - 島田刑事　役
- 月曜ゴールデン 警視庁心理捜査官・明日香 第4作「放火殺人事件の異常な犯人像…連続ペット行方不明事件に隠された目的!?心理捜査コンビが旧態依然の捜査陣に挑戦状!」（2014年6月16日、TBS）

### 吹き替え
外国映画
- ソフィーの選択（スティンゴ）〔ピーター・マクニコル〕※Blu-ray Disc版
- デビルズ・ノット（クリス・モーガン）〔デイン・デハーン〕
- +1［プラスワン］

### テレビアニメ
2013年
- ムシブギョー（山県正近）

### 劇場アニメ
2012年
- 009 RE:CYBORG

### ラジオドラマ
- 青春アドベンチャー（NHK-FM）
  - 『謙信サマは今日も気まぐれ』（2025年5月12日 - 23日）[6]

### ビデオパッケージ
- R25ビジュアル国語辞典「け」